# Пфистер, Штефан
Ште́фан Пфи́стер (нем. Stephan Pfister; род. 8 августа 1956) — швейцарский кёрлингист и тренер по кёрлингу.
В качестве тренера сборной Швейцарии по кёрлингу на колясках участник зимних Паралимпийских игр 2018 и 2022 годов, а также чемпионатов мира. Он был тренером сборной Швейцарии по кёрлингу на колясках, а затем национальным тренером по всему направлению кёрлинга на колясках в Ассоциации кёрлинга Швейцарии и Швейцарской ассоциации паралича нижних конечностей (нем. Schweizer Paraplegiker-Vereinigung, SPV) с 2010 по конец 2024 года.

## Результаты как тренера
национальных сборных
| Год  | Турнир                                                          | Сборная                                | Место |
| ---- | --------------------------------------------------------------- | -------------------------------------- | ----- |
| 2010 | Чемпионат мира по кёрлингу на колясках 2011 (квалификация 2010) | Швейцария (на колясках)                | 5     |
| 2011 | Чемпионат мира по кёрлингу на колясках 2012 (квалификация 2011) | Швейцария (на колясках)                | 5     |
| 2012 | Чемпионат мира по кёрлингу на колясках 2013 (квалификация 2012) | Швейцария (на колясках)                | 7     |
| 2014 | Чемпионат мира по кёрлингу на колясках 2015 (квалификация 2014) | Швейцария (на колясках)                | 7     |
| 2016 | Чемпионат мира по кёрлингу на колясках 2016                     | Швейцария (на колясках)                | 4     |
| 2017 | Чемпионат мира по кёрлингу на колясках 2017                     | Швейцария (на колясках)                | 8     |
| 2018 | Зимние Паралимпийские игры 2018                                 | Швейцария (на колясках)                | 6     |
| 2019 | Чемпионат мира по кёрлингу на колясках 2019                     | Швейцария (на колясках)                | 5     |
| 2020 | Чемпионат мира по кёрлингу на колясках 2020                     | Швейцария (на колясках)                | 11    |
| 2021 | Чемпионат мира по кёрлингу на колясках (группа Б) 2021          | Швейцария (на колясках)                | 2     |
| 2021 | Чемпионат мира по кёрлингу на колясках 2021                     | Швейцария (на колясках)                | 12    |
| 2022 | Зимние Паралимпийские игры 2022                                 | Швейцария (на колясках)                | 11    |
| 2022 | Чемпионат мира по кёрлингу на колясках среди смешанных пар 2022 | Швейцария (смешанная пара на колясках) | 11    |
| 2022 | Чемпионат мира по кёрлингу на колясках (группа Б) 2022          | Швейцария (на колясках)                | 6     |
| 2023 | Чемпионат мира по кёрлингу на колясках среди смешанных пар 2023 | Швейцария (смешанная пара на колясках) | 16    |

клубных команд
| Год  | Турнир                                            | Команда/Скип | Место |
| ---- | ------------------------------------------------- | ------------ | ----- |
| 2011 | Чемпионат Швейцарии по кёрлингу среди женщин 2011 | Melanie Wild | 6     |